# Chế tạo bằng sợi nóng chảy

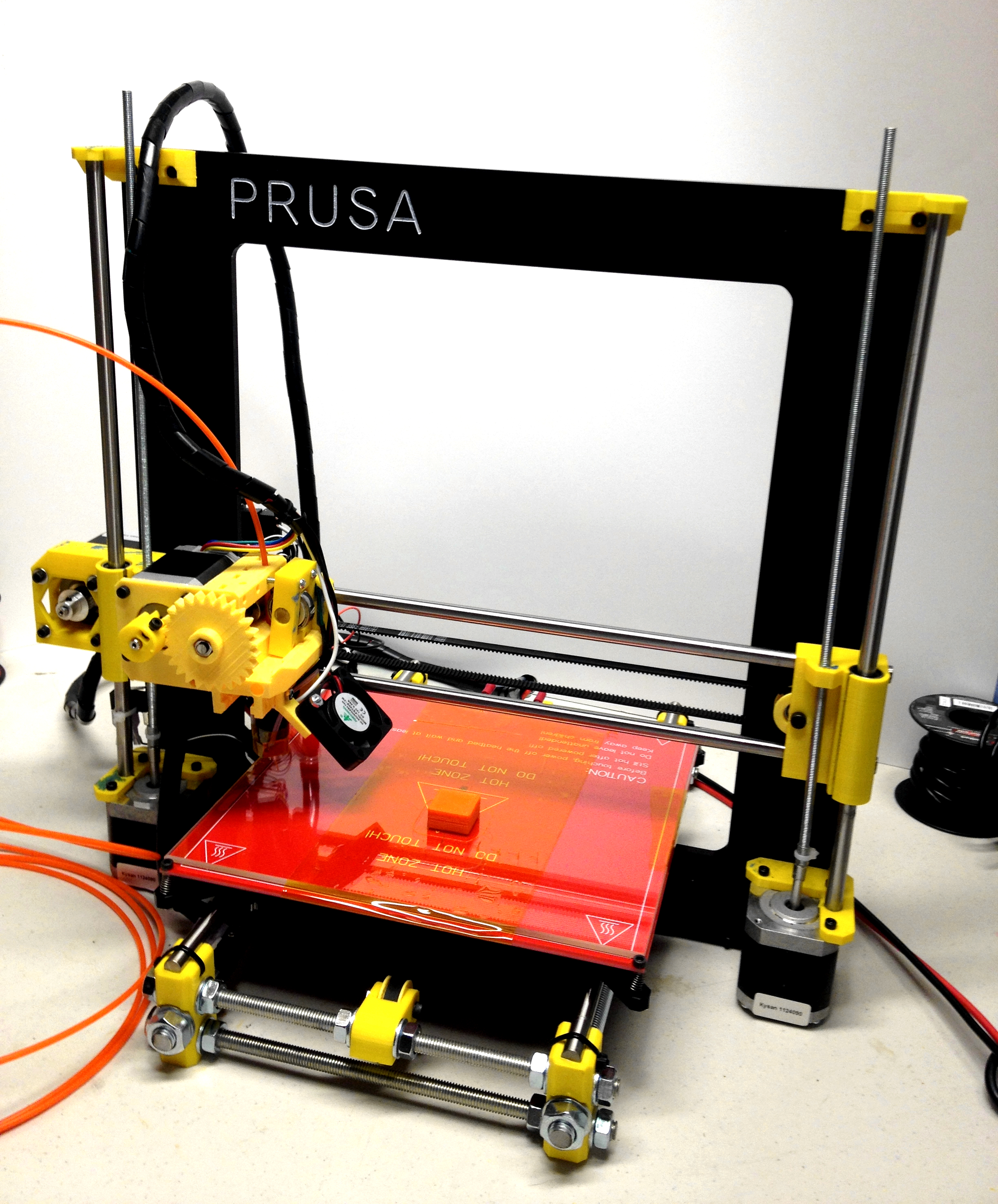
Prusa I3, một máy in sợi nóng chảy đơn giản

Chế tạo bằng sợi nóng chảy (FFF) là một quá trình in 3D sử dụng một sợi bằng vật liệu nhựa nhiệt dẻo liên tục. Sợi nhựa này được cấp từ một cuộn dây lớn, thông qua một đầu đùn máy in di chuyển được gia nhiệt. Vật liệu nóng chảy bị ép ra khỏi đầu phun của đầu in và được lắng đọng trên phôi gia công. Đầu được di chuyển, dưới sự điều khiển máy tính, để xác định hình dạng in. Thông thường, đầu di chuyển theo từng lớp, di chuyển theo hai chiều để lắng đọng trên một mặt phẳng ngang tại một thời điểm trước khi di chuyển lên trên một chút để bắt đầu một lát mới. Tốc độ của đầu đùn cũng có thể được điều khiển, dừng lại và bắt đầu lắng đọng và tạo thành một mặt phẳng bị gián đoạn mà không bị xâu chuỗi hoặc xáo trộn giữa các phần. Việc chế tạo bằng sợi nóng chảy được các thành viên của dự án RepRap đặt ra để đưa ra một cụm từ không bị ràng buộc về mặt pháp lý trong việc sử dụng nó, với các bằng sáng chế bao gồm mô hình lắng đọng nóng chảy (FDM).
In bằng sợi nóng chảy hiện nay là quá trình phổ biến nhất (theo số lượng máy) để in 3D theo sở thích. Các kỹ thuật khác như quang trùng hợp và thiêu kết bột có thể cung cấp kết quả tốt hơn, tuy nhiên chi phí của họ được tăng lên rất nhiều.

Minh họa một đầu đùn, cho thấy tất cả các bộ phận được đặt tên như thế nào.

Đầu máy in 3D hoặc bộ đùn máy in 3D là một phần trong in ấn loại vật liệu đùn chịu trách nhiệm về nguyên liệu nóng chảy và hình thành nó thành một hồ sơ liên tục. Một loạt các vật liệu được ép đùn, bao gồm nhựa nhiệt dẻo như acrylonitrile butadien styren (ABS), axit polylactic (PLA), polystyrene tác động cao (HIPS), nhựa nhiệt dẻo polyurethane (TPU), polyamit béo (nylon), và gần đây là PEEK. Các vật liệu dạng hồ như gốm sứ và sô cô la có thể được ép đùn bằng cách sử dụng quy trình sợi nóng chảy và máy ép hồ.

## Giới thiệu
Sản xuất bồi đắp (AM), còn được gọi là in 3D liên quan đến sản xuất một phần bằng cách gửi lớp vật liệu theo từng lớp. Có một loạt các công nghệ AM khác nhau có thể tạo hình từng lớp, bao gồm việc đùn vật liệu, phun chất kết dính, phun vật liệu và lắng đọng năng lượng định hướng.
Quá trình này có các loại máy đùn khác nhau và đùn các vật liệu khác nhau để đạt được sản phẩm cuối cùng bằng cách sử dụng phương pháp tiếp cận bồi đắp vật liệu theo từng lớp. Thiết bị hóa lỏng trong máy in 3D là thành phần chủ yếu được sử dụng trong in loại đùn vật liệu.

### Đùn

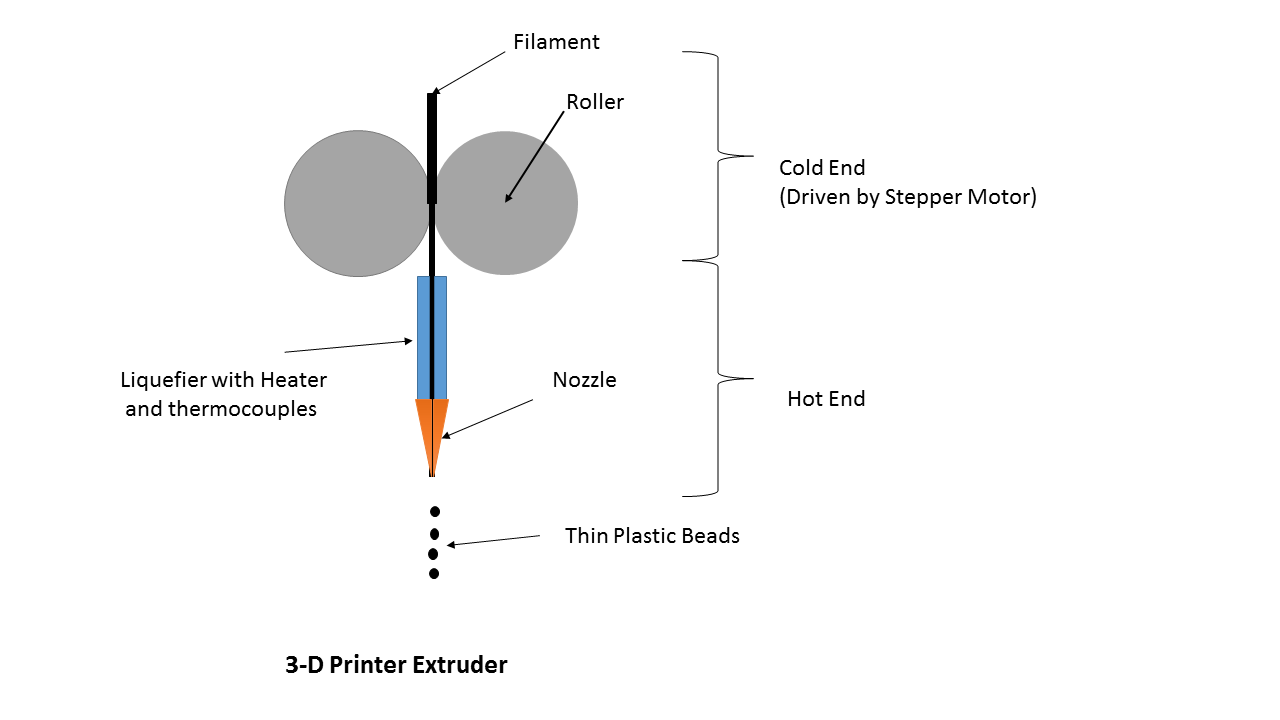

Đùn trong in 3-D bằng cách sử dụng vật liệu đùn liên quan đến một đầu lạnh và một đầu nóng.
Đầu lạnh là một phần của một hệ thống đầu đùn kéo và nạp vật liệu từ cuộn, và đẩy nó về phía đầu nóng. Đầu lạnh chủ yếu là cung cấp mô-men xoắn bằng bánh răng hoặc dựa trên con lăn cho vật liệu và kiểm soát tốc độ cấp dây bằng động cơ bước. Điều này có nghĩa là tốc độ xử lý được kiểm soát.
Đầu nóng là phần hoạt động cũng lưu trữ hóa chất của máy in 3D làm tan chảy sợi nhựa in. Nó cho phép nhựa nóng chảy thoát ra khỏi vòi phun nhỏ để tạo thành một hạt nhựa mỏng và dính sẽ tuân theo vật liệu được đặt trên đó. đầu nóng bao gồm buồng sưởi và vòi phun. Các lỗ ở đầu (vòi) có đường kính từ 0,3 mm đến 1,0 mm. Các loại vòi phun và phương pháp gia nhiệt khác nhau được sử dụng tùy theo vật liệu cần in.
Một số loại máy in 3-D có thể có loại hệ thống đùn khác nhau mà có thể không có buồng gia nhiệt - nhiệt được cung cấp từ một nguồn khác, ví dụ: một tia laser.

### Đầu đùn gắn kết với phần còn lại của máy
Các cách gắn đầu đùn trên phần còn lại của máy đã phát triển theo thời gian thành các tiêu chuẩn lắp đặt không chính thức. Những tiêu chuẩn không chính thức này bao gồm:
- Tiêu chuẩn trục X dọc
- Gá đầu đùn phù hợp nhanh
- Lắp kiểu OpenX

v.v...
Các tiêu chuẩn yếu tố này cho phép các thiết kế đầu đùn mới được kiểm tra trên các khung máy in hiện có và các thiết kế khung máy in mới để sử dụng các máy đùn hiện có.

## Mô hình hoá lắng đọng nóng chảy

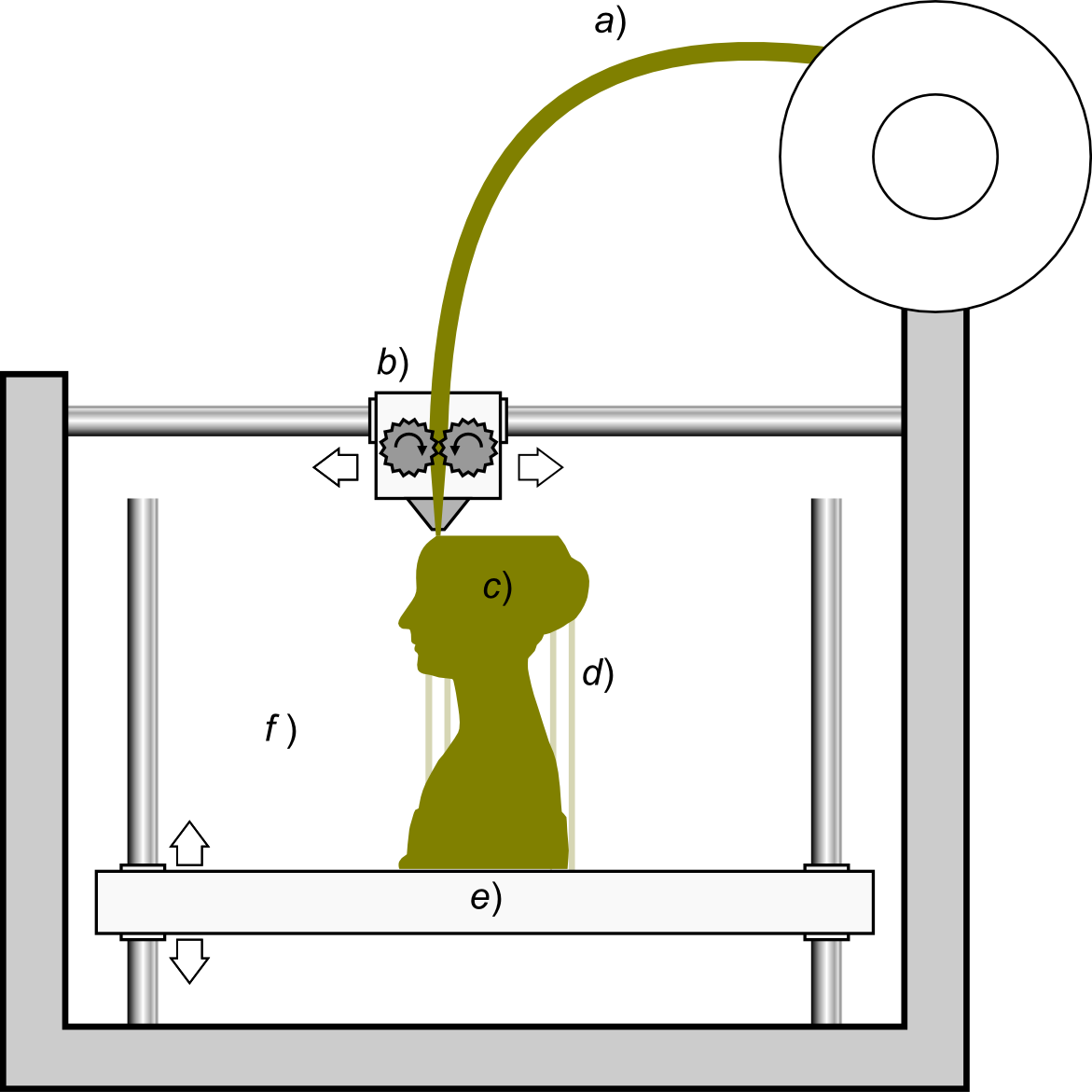
Trong Mô hình lắng đọng nóng chảy, một sợi a) nhựa được cấp thông qua một đầu di chuyển được gia nhiệt b) mà tan chảy và đùn nó, lắng đọng theo từng lớp, thành hình dạng mong muốn c). Đế máy di chuyển e) thấp hơn sau mỗi lớp được lắng đọng. Đối với loại công nghệ in 3D bổ sung cấu trúc hỗ trợ dọc d) là cần thiết để duy trì phần nhô ra

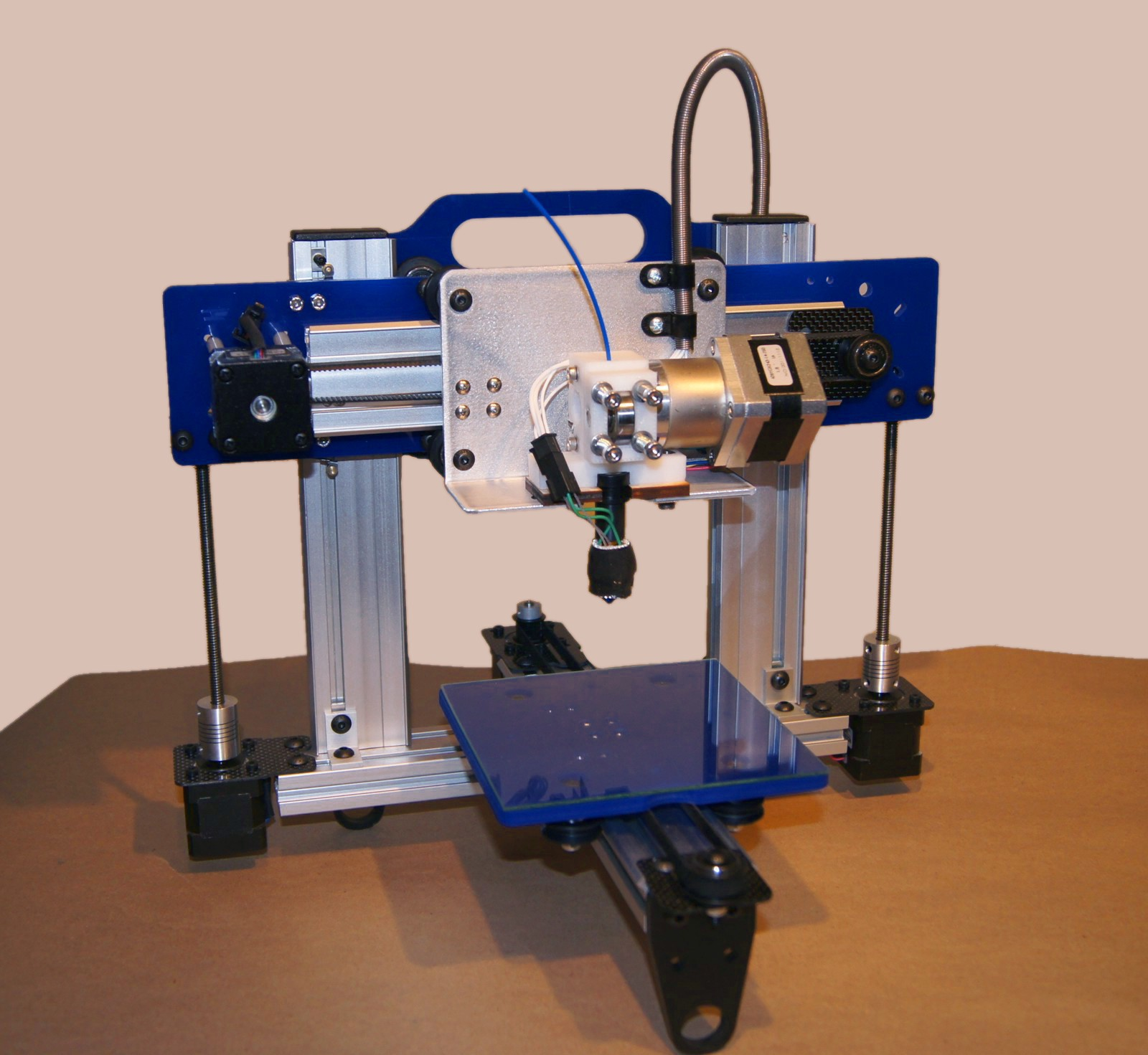
Máy in 3D ORDbot Quantum.

Mô hình lắng đọng nóng chảy (FDM) là một công nghệ sản xuất bồi đắp (AM) thường được sử dụng để tạo mô hình, tạo mẫu và các ứng dụng sản xuất theo nhãn hiệu của Stratasys Inc.. Nó là một trong những kỹ thuật được sử dụng cho in 3D. FDM hoạt động trên nguyên tắc "bồi đắp" bằng cách đặt vật liệu xuống trong các lớp; một sợi dây nhựa hoặc dây kim loại được cấp từ một cuộn dây và vật liệu cung cấp để sản xuất chi tiết. Do đó, FDM còn được gọi là công nghệ AM dựa trên nền rắn.

### Lịch sử
Mô hình lắng đọng nóng chảy (FDM) được phát triển bởi S. Scott Crump vào cuối những năm 1980 và được Stratasys thương mại hóa vào năm 1990. Với việc hết hạn bằng sáng chế US 5121329 A về công nghệ này, bây giờ có một cộng đồng phát triển nguồn mở lớn (gọi là RepRap), cũng như các biến thể thương mại và DIY, tất cả đều sử dụng loại máy in 3D này. Điều này đã dẫn đến việc giảm giá đến hai con số kể từ khi công nghệ này được tạo ra.

### Quy trình
FDM bắt đầu bằng quy trình phần mềm xử lý tệp STL (định dạng tệp STOPLithography), tính toán và định hướng mô hình cho quá trình xây dựng. Nếu được yêu cầu, các cấu trúc hỗ trợ có thể được tạo. Máy có thể phân phối nhiều vật liệu để đạt được các mục tiêu khác nhau:
1. Người ta có thể sử dụng một vật liệu để xây dựng mô hình.
2. Sử dụng loại khác làm cấu trúc hỗ trợ hòa tan được.[11]
3. Người ta có thể sử dụng nhiều màu sắc của cùng một loại nhựa nhiệt dẻo trên cùng một mô hình.

Mô hình hoặc bộ phận được tạo ra bằng cách đùn các sợi nhỏ được làm phẳng bằng vật liệu nóng chảy để tạo thành các lớp khi vật liệu cứng ngay sau khi phun ra khỏi vòi phun.
Một sợi nhựa được xả từ một cuộn dây và vật liệu cung cấp cho một vòi phun có thể mở và tắt dòng chảy. Thường được điều khiển chính xác để đẩy sợi nhựa vào vòi phun.
Vòi phun được làm nóng để làm chảy vật liệu. Các nhựa nhiệt dẻo được làm nóng tốt qua nhiệt độ chuyển tiếp của chúng và sau đó được lắng đọng bởi một đầu đùn.
Các vòi phun có thể được di chuyển trong cả hai hướng ngang và dọc bằng một cơ chế kiểm soát số. Đầu vòi phun theo một đường dẫn được điều khiển bởi gói phần mềm sản xuất có máy tính hỗ trợ (CAM), và phần được xây dựng từ dưới lên, một lớp tại một thời điểm. Động cơ bước hoặcđộng cơ servo thường được sử dụng để di chuyển đầu đùn. Cơ chế được sử dụng thường là thiết kế tuyến tính X-Y-Z, mặc dù các thiết kế cơ khí khác như deltabot đã được sử dụng.
Mặc dù là một công nghệ in FDM rất linh hoạt, và nó có khả năng xử lý các nhô ra nhỏ bằng sự hỗ trợ từ các lớp thấp hơn, FDM thường có một số hạn chế về độ dốc của phần nhô ra và không thể tạo ra các nhũ nhô ra mà không cần hỗ trợ.
Có vô số vật liệu có sẵn, chẳng hạn như Acrylonitrile Butadiene Styrene (ABS), Polylactic acid (PLA), Polycacbonat (PC), Polyamide (PA), Polystyrene (PS), lignin, cao su, trong số rất nhiều loại khác, với sự cân bằng giữa sức mạnh và đặc tính nhiệt độ. Ngoài ra, ngay cả màu của vật liệu nhựa nhiệt dẻo đã cho có thể ảnh hưởng đến độ bền của vật thể in. Gần đây, một công ty của Đức đã chứng minh lần đầu tiên khả năng kỹ thuật chế biến PEEK dạng hạt thành dạng sợi và các bộ phận in 3D từ vật liệu sợi sử dụng công nghệ FDM.
Trong FDM, polyme nóng chảy tiếp xúc với không khí. Vận hành quy trình FDM trong môi trường khí trơ như nitơ hoặc argon có thể làm tăng đáng kể độ bám dính của lớp và dẫn đến các đặc tính cơ học được cải thiện của các vật thể in 3D. Khí trơ thường được sử dụng để ngăn chặn quá trình oxy hóa trong quá trình thiêu kết laser chọn lọc.

## Quy trình chung

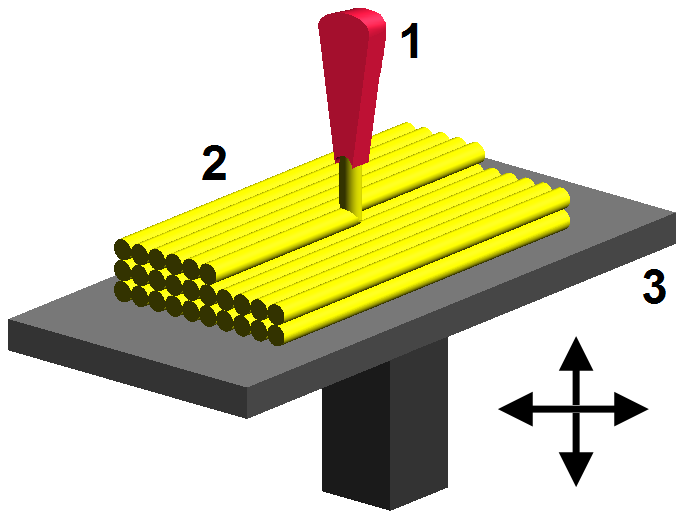
Quy trình: 1 - Đầu đùn Máy in 3D, 2 - vật liệu lắng đọng (phần được mô hình hóa), bảng điều khiển di động

Hình dạng dòng chảy của đầu đùn, phương pháp gia nhiệt và hành vi dòng chảy nóng chảy của một chất lỏng phi Newton được xem xét chính trong chi tiết.
Một sợi nhựa được cung cấp từ một cuộn, hoặc có sẵn trên thị trường hoặc nhà làm, được cấp vào bộ hóa lỏng nói nó nóng chảy. Vật liệu nóng chủa sau đó được đùn bởi vòi phun trong khi sợi nhựa tiếp tục được cấp (ở dạng sợi rắn). Sợi nhựa rắn lúc này có thể được xem như một "pitton" (có tác dụng đùn nhựa nóng chảy ra bên ngoài).
Đầu vòi phun được gắn vào một giá cơ khí, có thể di chuyển trong mặt phẳng xy. Khi vòi phun được di chuyển qua bàn theo dạng hình học quy định, nó đặt một hạt nhựa mỏng ép đùn, được gọi là ‘đường’ ’được hóa rắn nhanh chóng khi tiếp xúc với chất nền và/hoặc đường được gửi trước đó.
Các lớp rắn được tạo ra bằng cách làm theo một chuyển động rasterizing nơi các con đường được gửi cạnh nhau trong một biên miền bao bọc.
Khi một lớp được hoàn thành, nền tảng sẽ được hạ xuống theo trục z để bắt đầu lớp tiếp theo. Quá trình này tiếp tục cho đến khi việc chế tạo vật thể hoàn thành.
Để liên kết thành công các đường thì quá trình kiểm soát nhiệt độ là cần thiết. Do đó, hệ thống được giữ bên trong một buồng, duy trì ở nhiệt độ ngay dưới điểm nóng chảy của vật liệu được lắng đọng.

## Vật lý

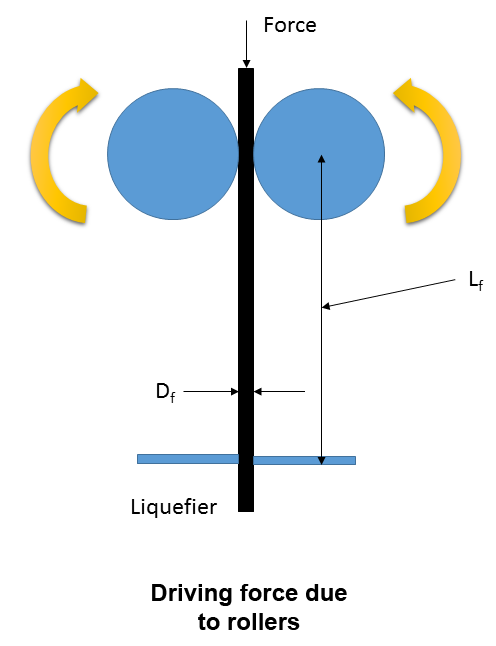
Lực dẫn động bởi đầu đùn máy in 3D. Trong đó D_f là đường kính của sợi và L_f là chiều dài dây tóc

Trong quá trình ép đùn sợi nhựa nhiệt dẻo được giới thiệu bởi áp suất cơ học từ con lăn, vào bộ hóa lỏng, nơi nhựa nóng chảy và sau đó được ép đùn. Các con lăn là cơ chế truyền động duy nhất trong hệ thống phân phối vật liệu, do đó dây tóc chịu áp lực kéo lên thượng nguồn với con lăn và nén ở phía dưới hoạt động như một pít tông. Do đó, ứng suất nén là lực dẫn động đằng sau quá trình đùn.
Lực cần thiết để ép chảy tan chảy phải đủ để vượt qua áp suất giảm trên toàn hệ thống, phụ thuộc hoàn toàn vào các đặc tính nhớt của vật liệu nóng chảy và hình dạng dòng chảy của bộ hóa lỏng và vòi phun. Vật liệu nóng chảy phải chịu biến dạng cắt trong suốt dòng chảy. Hành vi trượt dính mỏng được quan sát thấy trong hầu hết các vật liệu được sử dụng trong loại in 3-D này. Điều này được mô hình hóa bằng cách sử dụng định luật quyền lực cho các chất lỏng Newton tổng quát.
Nhiệt độ được điều chỉnh bởi đầu vào nhiệt từ cuộn gia nhiệt bằng điện. Hệ thống liên tục điều chỉnh công suất cung cấp cho các cuộn dây theo chênh lệch nhiệt độ giữa giá trị mong muốn và giá trị được phát hiện bởi cặp nhiệt điện, tạo thành một vòng hồi tiếp âm. Điều này tương tự như tốc độ dòng chảy nhiệt trong ống hình trụ.

## Ứng dụng thương mại
FDM, một dạng tạo mẫu nhanh nổi bật, được sử dụng để tạo mẫu và sản xuất nhanh. Tạo mẫu nhanh tạo điều kiện cho thử nghiệm lặp lại, và vận hành rất ngắn, sản xuất nhanh có thể là một sự thay thế tương đối rẻ tiền.
FDM sử dụng nhựa nhiệt dẻo PLA, ABS, ABSi, polyphenylsulfone (PPSF), polycarbonate (PC), PETG và Ultem 9085, và nhiều loại khác. Những vật liệu này được sử dụng cho các đặc tính chịu nhiệt của chúng. Ultem 9085 cũng cho thấy khả năng chống cháy làm cho nó phù hợp cho các ứng dụng hàng không vũ trụ và hàng không.
FDM cũng được sử dụng trong các khung tạo mẫu cho các ứng dụng kỹ thuật mô y tế.

## Ứng dụng tự do

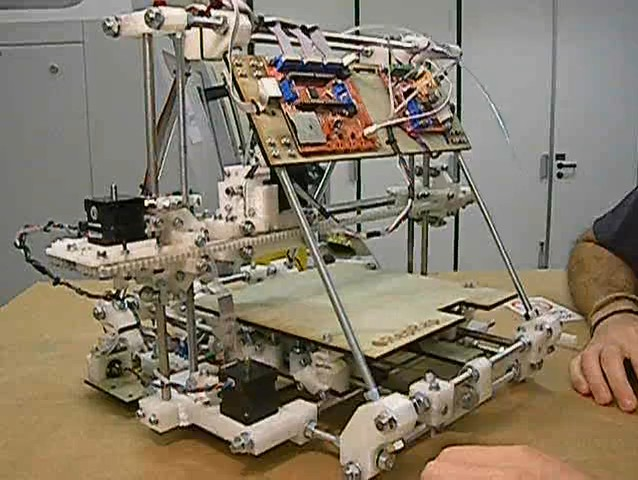
RepRap phiên bản 2.0 (Mendel)

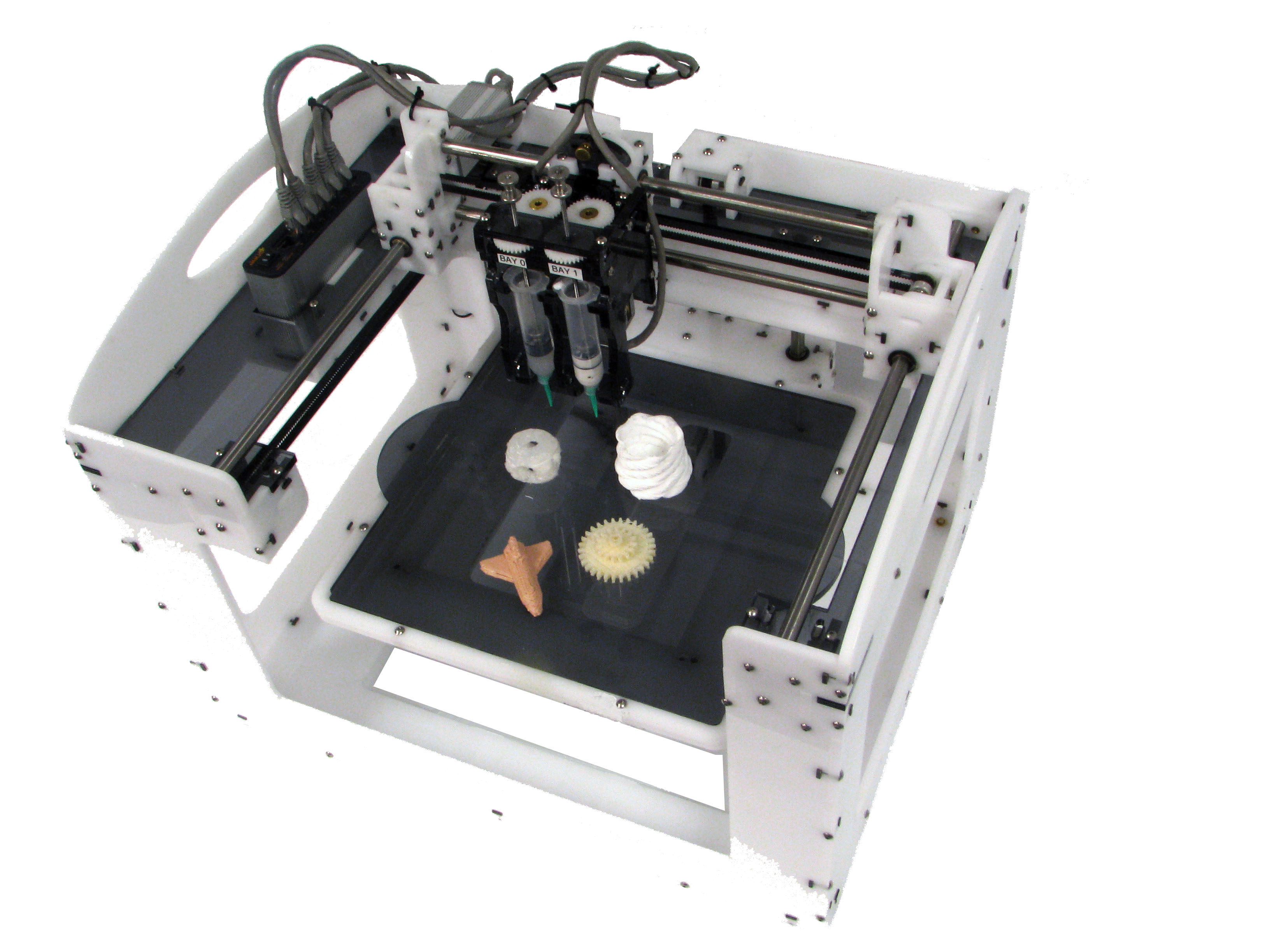
Fab@Home Model 2 (2009)

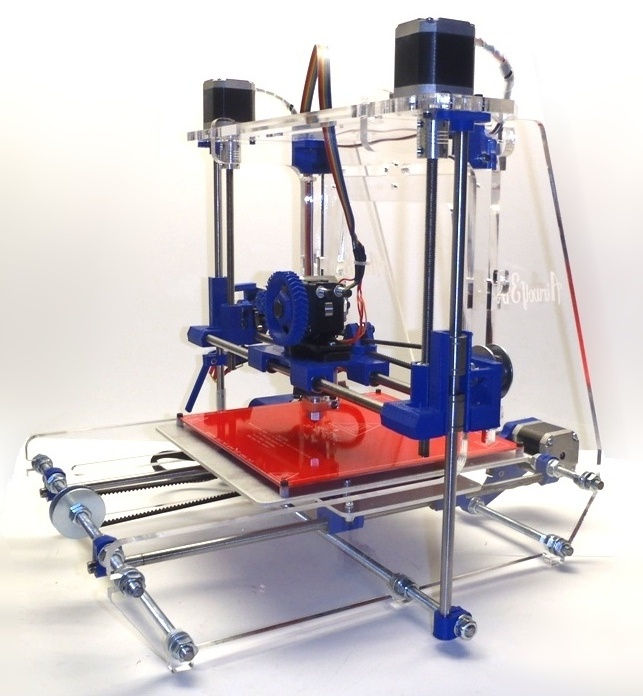
Airwolf 3D AW3D v.4 (Prusa)

Một số dự án và công ty đang nỗ lực phát triển máy in 3D giá rẻ để sử dụng máy tính để bàn tại nhà. Phần lớn công việc này đã được thúc đẩy bởi và nhắm vào các cộng đồng người dùng DIY / người đam mê / đầu tiên, với các mối quan hệ bổ sung cho cộng đồng học thuật và hacker (những người chơi không chuyên).
RepRap là một trong những dự án hoạt động lâu nhất trong danh mục máy để bàn. Dự án RepRap nhằm mục đích tạo ra một máy in 3D phần cứng miễn phí và mã nguồn mở (FOSH), có đầy đủ các thông số kỹ thuật được phát hành theo Giấy phép Công cộng GNU, và có khả năng tự tái tạo bằng cách in nhiều phần (plastic) riêng của mình để tạo thêm máy móc. RepRaps đã cho thấy khả năng in bảng mạch các chi tiết kim loại.Fab@Home là dự án phần cứng mã nguồn mở khác dành cho máy in 3D DIY.
Vì mục tiêu của FOSH là RepRap, nhiều dự án liên quan đã sử dụng thiết kế của họ để tạo cảm hứng, tạo ra một hệ sinh thái của các máy in 3D liên quan hoặc phái sinh, hầu hết trong số đó cũng là thiết kế nguồn mở. Tính khả dụng của các thiết kế nguồn mở này có nghĩa là các biến thể của máy in 3D dễ phát minh. Chất lượng và độ phức tạp của thiết kế máy in, tuy nhiên, cũng như chất lượng của bộ sản phẩm hoặc thành phẩm, thay đổi rất nhiều theo dự án. Sự phát triển nhanh chóng của các máy in 3D nguồn mở đang thu hút sự chú ý trong nhiều lĩnh vực vì nó cho phép siêu tùy biến và sử dụng các thiết kế phạm vi công cộng để chế tạo công nghệ thích hợp nguồn mở. Công nghệ này cũng có thể hỗ trợ các sáng kiến phát triển bền vững vì công nghệ dễ dàng và kinh tế từ nguồn lực sẵn có cho cộng đồng địa phương.

## Chi phí của máy in 3D
Chi phí của máy in 3D đã giảm đáng kể kể từ khoảng năm 2010, với các máy dùng để chi phí 20.000 đô la hiện chi phí ít hơn 1.000 đô la. Ví dụ, vào năm 2017, một số công ty và cá nhân đang bán các bộ phận để xây dựng các thiết kế RepRap khác nhau, với mức giá bắt đầu vào khoảng £ 100 GB / 100 US $. Máy in FDM bán chạy nhất, Prusa i3 MK2, chi phí lắp ráp 900 US $ hoặc 600 US $ cho bộ tự lắp ráp.
Dự án mã nguồn mở Fab@Home đã phát triển các máy in để sử dụng chung với bất kỳ thứ gì có thể được ép đùn qua vòi phun, từ sô cô la đến chất bịt kín silicone và các chất phản ứng hóa học. Máy in theo thiết kế của dự án đã có sẵn từ các nhà cung cấp trong bộ dụng cụ hoặc ở dạng lắp ráp từ năm 2012 với mức giá trong khoảng 2000 đô la Mỹ.
Các máy in 3D LulzBot được sản xuất bởi Aleph Objects là một ví dụ khác về ứng dụng mã nguồn mở của công nghệ mô hình lắng đọng hợp nhất. Mô hình hàng đầu trong dòng LulzBot, máy in TAZ lấy cảm hứng cho thiết kế từ các mô hình RepRap Mendel90 và Prusa i3. Máy in LulzBot 3D hiện là máy in duy nhất trên thị trường đã nhận được chứng nhận "Tôn trọng Tự do của bạn" từ Quỹ Phần mềm Tự do.

## Phát triển
Tùy chỉnh sản phẩm theo định hướng khách hàng và nhu cầu tiết kiệm chi phí và thời gian đã làm tăng sự quan tâm đến sự nhanh chóng của quá trình sản xuất. Điều này đã dẫn đến những cải tiến trong công nghệ RP và đặc biệt là mô hình lắng đọng nóng chảy. Sự phát triển của máy đùn đang diễn ra nhanh chóng vì sự chuyển động máy in 3-D mã nguồn mở gây ra bởi các sản phẩm như RepRap. Cải tiến nhất quán được nhìn thấy dưới dạng tăng nhiệt độ gia nhiệt của bộ hóa lỏng, kiểm soát toàn bộ và độ chính xác của quá trình và cải thiện hỗ trợ cho nhiều loại vật liệu cần in, kể cả gốm sứ.
Các cách máy đùn được gắn trên máy cũng đã phát triển theo thời gian thành các tiêu chuẩn lắp đặt không chính thức. Các tiêu chuẩn không chính thức này bao gồm Tiêu chuẩn trục dọc X, giá đỡ máy đùn lắp nhanh, gắn kết OpenX, v.v.

## Động học đầu in

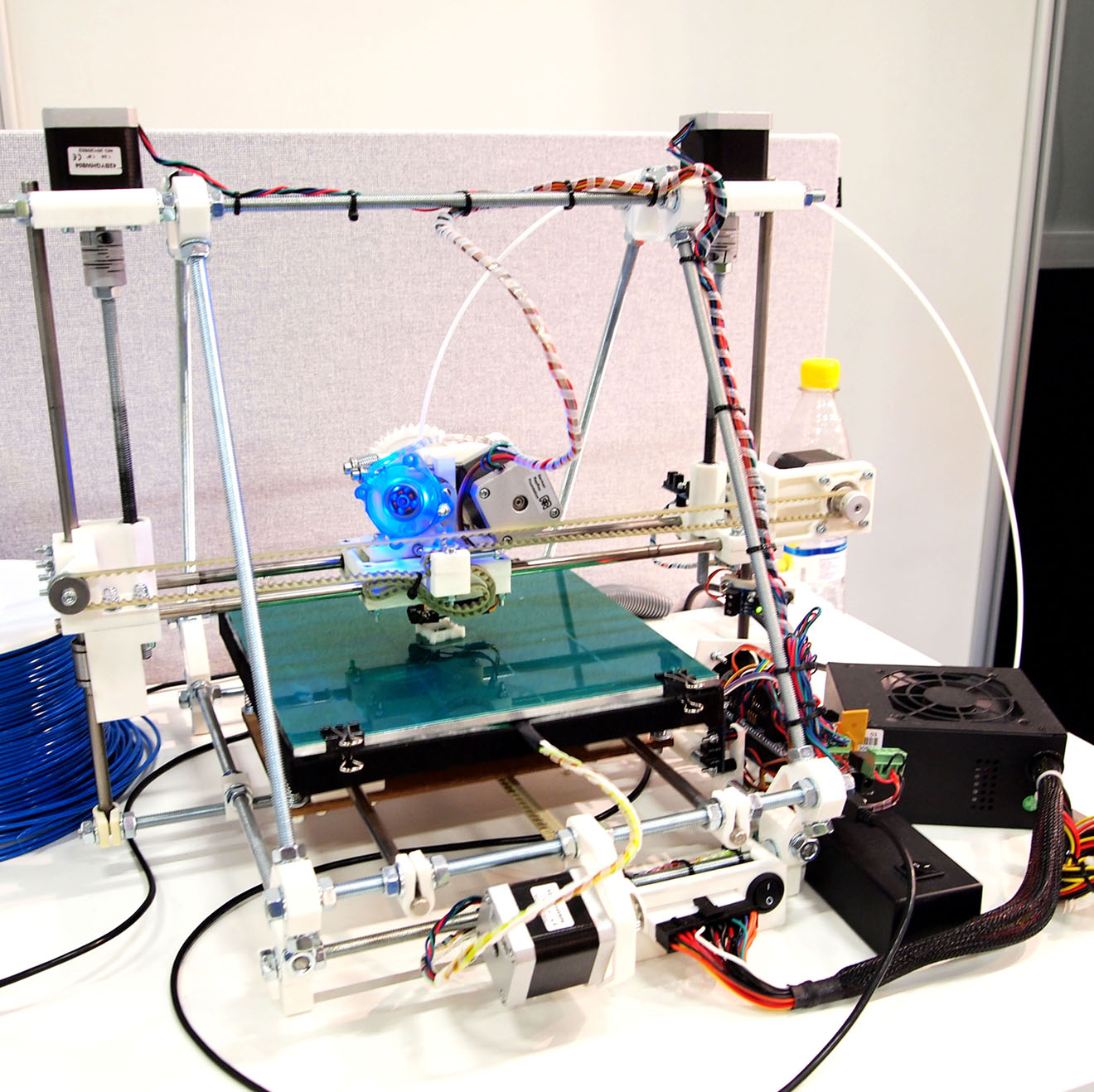
Máy in kiểu RepRap

Phần lớn các máy in sợi nóng chảy theo cùng một thiết kế cơ bản. Bàn in phẳng được sử dụng làm điểm bắt đầu cho phôi in. Một giàn phía trên mang đầu in chuyển động. Thiết kế cầu trục được tối ưu hóa cho chuyển động chủ yếu theo hướng X & Y, với độ tăng chậm theo hướng Z khi in. Động cơ bước điều khiển chuyển động thông qua hoặc vít me hoặc đai răng. Một dạng phổ biến, do sự khác biệt trong tốc độ di chuyển, sử dụng đai răng cho X, Y và một vít me cho Z. Một số máy cũng có trục X chuyển động trên cầu trục, nhưng di chuyển bàn in (và in công việc) theo trục Y, không giống như máy cắt laser, tốc độ di chuyển đầu thấp, động cơ bước được sử dụng phổ biến và không cần phải sử dụng động cơ servo thay thế.
Nhiều máy in, ban đầu bị ảnh hưởng bởi dự án RepRap, sử dụng rộng rãi các bộ phận được in 3D. Đây thường là các khối kết nối được in với nhiều lỗ góc cạnh nhau, được nối với nhau bằng các thanh gu-rông có thanh giá rẻ. Điều này làm mô hình rẻ và dễ lắp ráp, dễ dàng cho phép các liên kết khung không vuông góc, nhưng yêu cầu quyền truy cập vào máy in 3D. Khái niệm về các máy in 3D 'tự khởi động' như thế này là một thứ gì đó của một chủ đề mang tính giáo huấn trong các thiết kế RepRap. Việc thiếu độ cứng trong thanh cũng đòi hỏi phép đạc tam giác hoặc chấp nhận rủi ro của cấu trúc cầu trục uốn cong và rung động trong hoạt động, giảm chất lượng in.
Nhiều máy móc hiện nay sử dụng khung kín một phần kiểu hộp dùng ván ép cắt laser, tấm nhựa hoặc thép chấn. Chúng đều có giá rẻ, cứng chắc và cũng có thể được sử dụng làm cơ sở cho một khối lượng in kèm theo, cho phép kiểm soát nhiệt độ bên trong nó giúp kiểm soát cong vênh trong việc in.
Một số ít máy sử dụng tọa độ cực, thường là các máy được tối ưu hóa để in các đối tượng với đối xứng tròn. Chúng có một chuyển động giàn xuyên tâm và bàn in quay. Mặc dù có một số lợi thế cơ học tiềm năng cho thiết kế này để in hình trụ rỗng, hình dạng khác nhau của chúng và phương pháp tiếp cận phi chính thống để lập kế hoạch in làm cho chúng ít phổ biến. Mặc dù nó là một nhiệm vụ dễ dàng để hoạch định chuyển động của robot chuyển đổi từ Descartes sang tọa độ cực, thu được lợi thế từ thiết kế này cũng yêu cầu các thuật toán cắt in phải nhận thức được đối xứng quay ngay từ đầu.

### Máy in Rostock

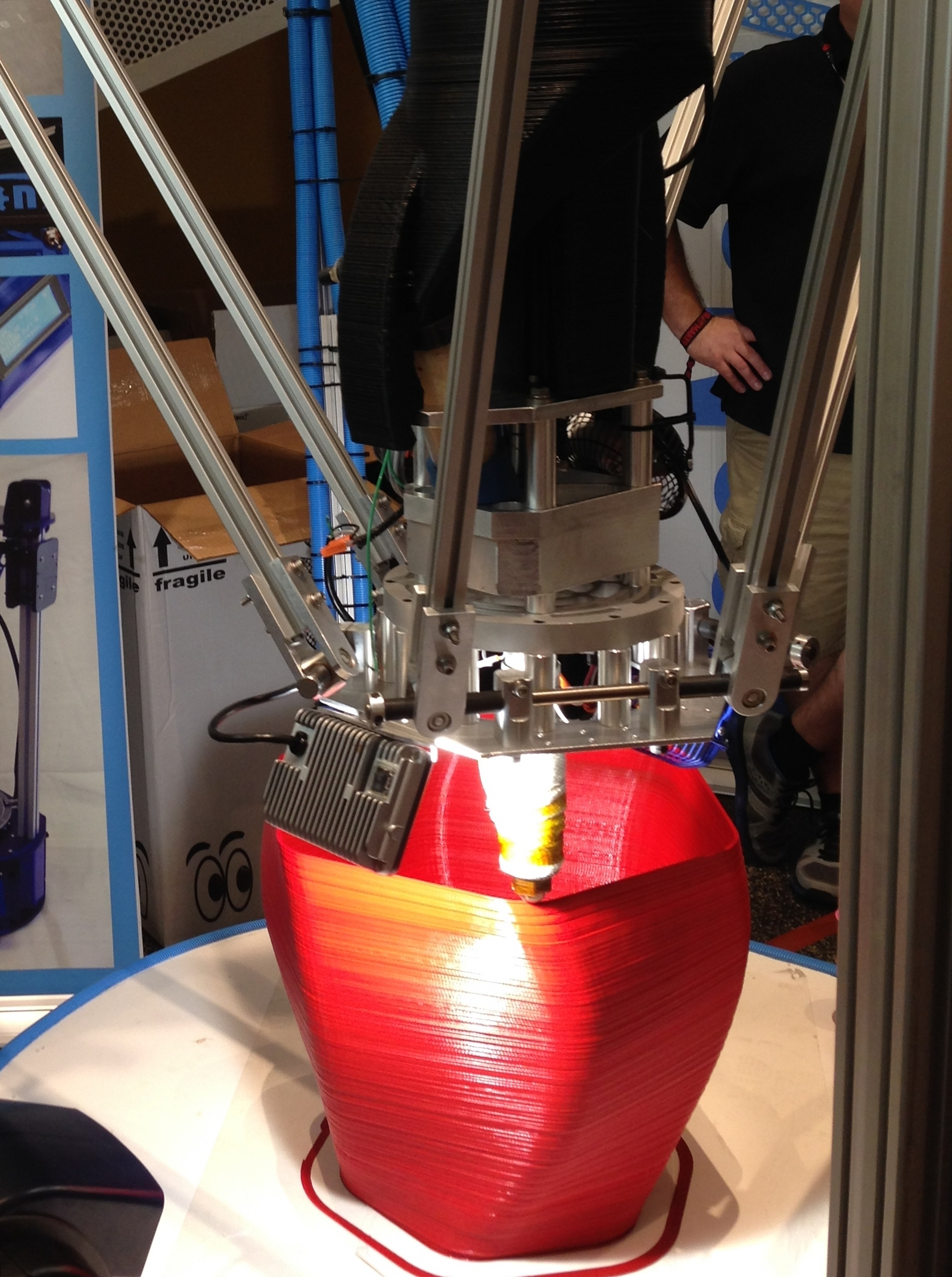
In bằng máy in rô bốt delta lớn

Một cách tiếp cận khác được thực hiện với máy in mẫu 'Rostock', dựa trên cơ chế rô bốt delta. Chúng có thể tích in mở lớn với rô bốt delta ba cánh tay được gắn ở trên cùng. Thiết kế này của robot được chú ý vì quán tính thấp và khả năng di chuyển nhanh trên một thể tích lớn. Tính ổn định và tự do khỏi rung khi di chuyển đầu in nặng ở đầu cánh tay mảnh khảnh là một thách thức kỹ thuật. Thiết kế này chủ yếu được ưa chuộng vi có thể đạt được một thể tích in lớn mà không có cầu trục lớn và nặng.
Khi đầu in di chuyển khoảng cách của sợi nhựa từ cuộn dây lưu trữ đến đầu cũng thay đổi. Việc kéo sợi nhựa này là một thách thức kỹ thuật khác để khắc phục, nếu không nó sẽ ảnh hưởng đến chất lượng in.